# EMBT
L'Enhanced Main Battle Tank (EMBT) est un démonstrateur technologique franco-allemand de char de combat conçu par la holding européenne de l'industrie de la défense, KNDS. Le char est dévoilé le 13 juin 2022 au salon international de la défense Eurosatory.

## Caractéristiques techniques
L'EMBT reprend une version modifiée du châssis du Leopard 2A7+, version du char de combat allemand Leopard 2 qui intègre notamment un nouveau blindage composite, un groupe auxiliaire de puissance et une protection renforcée contre les mines et EEI. Le râtelier de 22 obus situé à gauche du pilote a été supprimé pour laisser place à un opérateur système.

L'utilisation du groupe motopropulseur EuroPowerPack, plus compact, a permis de reculer la tourelle de 20 cm vers l'arrière et d'installer un réservoir de carburant supplémentaire de 200 ℓ entre le compartiment moteur et le panier de la tourelle.
Le recul de la tourelle permet d’accueillir des membres d’équipage  plus grands pouvant mesurer jusqu'à 1,87 m, soit une nette amélioration par rapport aux précédentes générations de chars de combat.

La tourelle, biplace reprend l'architecture de celle du char Leclerc ; postes rabaissés par rapport au bosselage central comprenant l'armement de masque. Cependant, les postes du chef de char et de l'opérateur tourelle ont été rabaissés de 80 mm pour augmenter leur protection tout en réduisant la surface à blinder de la tourelle.

### Armement

#### Principal
L'EMBT est armé d'un canon lisse CN120-26 de 120 mm armant également le char Leclerc. Il reprend de ce dernier le chargement automatique, installé dans la poche arrière de la tourelle, il a une contenance de 22 obus et permet d'une manière courante le rechargement du canon lors des tirs à l'arrêt ou en mouvement. Le canon dispose d'une capacité de pointage en site de −8 degrés à +20 degrés.

#### Secondaire
Une mitrailleuse lourde M2 de 12,7 mm vient compléter l'armement principal ; elle est approvisionnée par une bande de (680 cartouches). Par rapport au 7,62, le calibre .50 possède une allonge supérieure et permet de percer des blindés légers.

Un tourelleau téléopéré Nexter ARX 30 C-UAS est installé sur le toit de la tourelle, derrière le poste du tireur. Il a pour vocation d'être utilisé par l'opérateur système pour traiter toutes sortes de cibles, y compris des drones grâce à sa capacité de pointage en site élevée de 55 degrés et l'emploi de munitions de 30×113mmB équipées de fusées de proximité.

D'une masse comprise entre 300 kg et 500 kg, il est armé d'un canon-mitrailleur M781 de 30 mm employé sur l'hélicoptère d'attaque Tigre, 150 obus sont prêts à l'emploi.
L'arme est stabilisée en site et en gisement, le pointage s'effectue à l'aide d'un viseur comprenant une voie vidéo jour, une caméra thermique et un télémètre laser.

Une mitrailleuse MAG avec une dotation de (800 cartouches) est intégrée dans le viseur panoramique armé PASEO du chef de char conçu par Safran.

### Moyens d'observation et de conduite de tir
L'opérateur tourelle dispose de :
- Un viseur Safran SAVAN-25[3] incorporant une voie jour, thermique et un télémètre laser, il est stabilisé en site et en gisement, de manière indépendante de l'armement.
- Deux épiscopes.

Le chef de char dispose de :
- Un viseur panoramique armé Safran PASEO incorporant une voie jour, thermique et un télémètre laser, il est stabilisé en site et en gisement, de manière indépendante de l'armement.
- Trois épiscopes.

### Protection

#### Active
La tourelle de l'EMBT intègre un système de protection active Trophy MV de type "hardkill". Conçu par la firme israélienne RAFAEL, le Trophy MV est dérivé du Trophy Medium, il possède les mêmes caractéristiques que le Trophy Heavy monté sur le char de combat Merkava Mk.4M mais est plus compact et plus léger, ce qui facilite son intégration.
Les deux effecteurs du système sont montés de part et d'autre de la tourelle.

Les quatre coins de la tourelle accueillent les antennes radar du système Trophy ainsi que des détecteurs d'alerte laser ELAWS d' Elbit Systems et des caméras vidéo du système de vision périphérique Optsys 360°.

Un système de localisation acoustique Pilar V de Metravib Defence (groupe ACOEM) est monté derrière la trappe du chef de char.
Quatorze tubes lanceurs du système GALIX de la société Lacroix Défense sont montés sur la tourelle, ils sont couplés au détecteur d'alerte laser ELAWS.

## Vétronique
La vétronique est essentiellement basée sur celle utilisée sur l'EBRC Jaguar, elle permet à n'importe quel membre d'équipage d'afficher sur leurs écrans les différentes informations collectées par les nombreux capteurs embarqués.

L'EMBT possède une architecture numérique dite Drive by wire, ce système de contrôle électronique du moteur permettra dans un futur proche de téléguider le char à distance.

En plus de ses épiscopes, le conducteur dispose d’écrans panoramiques affichant les images des 23 caméras périphériques.

## Potentiel évolutif
La tourelle a été conçue en prenant compte des futurs armements en cours de développement tels que le canon ASCALON de 140 mm.

Le toit de la poche arrière de la tourelle possède un renfoncement destiné à accueillir dans le futur un drone.
Une antenne liaison de données est déjà installée mais un système permettant la récupération du drone doit encore être développé.

## Versions
- EMBT : modèle présenté en juin 2022 au salon de l'armement Eurosatory.
- EMBT-ADT 140 : modèle présenté en juin 2024 au salon de l'armement Eurosatory. Il possède une tourelle inhabitée armée d'un canon à âme lisse ASCALON de 140 mm jumelé à un canon-mitrailleur de 20 mm importé du tourelleau ARX-20. Un tourelleau téléopéré ARX30 et un viseur panoramique armé sont montés sur le toit de la tourelle, cette dernière est protégée par un système de protection active Diamant de type hardkill. Les essais dynamiques, comprenant des phases de tir en marche sont prévus en 2025.